# Tzi Ma
Tzi Ma (xinès tradicional: 馬泰; 10 de juny de 1962) és un actor de Hong Kong i dels EUA que apareix en pel·lícules i sèries com Un poble anomenat Dante's Peak (Dante's Peak), Hora punta (Rush Hour), 24, Arrival, i The Man in the High Castle.

## Biografia
Ma va nàixer a Hong Kong, sent el més jove de vuit fills.

## Filmografia

### Cinema
| Any  | Títol                          | Paper                | Notes                           |
| ---- | ------------------------------ | -------------------- | ------------------------------- |
| 1979 | Cocaine Cowboys                | Jimmy Lee            |                                 |
| 1981 | Tothom va riure                | Extra                | No apareix als títols de crèdit |
| 1986 | The Money Pit                  | Hwang                |                                 |
| 1990 | RoboCop 2                      | Tak Akita            |                                 |
| 1992 | Rapid Fire                     | Kinman Tau           |                                 |
| 1993 | Golden Gate                    | Chen Jung Song       |                                 |
| 1995 | Make a Wish, Molly             | David Wong           | Curtmetratge                    |
| 1996 | Chain Reaction                 | Lu Chen              |                                 |
| 1997 | Un poble anomenat Dante's Peak | Stan                 |                                 |
| 1997 | El laberint roig               | Li Cheng             |                                 |
| 1998 | Hora punta                     | Solon Han            |                                 |
| 1999 | Catfish in Black Bean Sauce    | Vinh                 |                                 |
| 2002 | L'americà impassible           | Hinh                 |                                 |
| 2004 | The Ladykillers                | El General           |                                 |
| 2005 | Red Doors                      | Ed Wong              |                                 |
| 2006 | Akeelah and the Bee            | Mr. Chiu             |                                 |
| 2007 | Baby                           | Pops                 |                                 |
| 2007 | Hora punta 3                   | Solon Han            |                                 |
| 2007 | Batalla a Seattle              | El Governador        |                                 |
| 2008 | The Sensei                     | Monjo budista        |                                 |
| 2008 | Management                     | Truc Quoc            |                                 |
| 2008 | All God's Children Can Dance   | Glen                 |                                 |
| 2009 | Formosa Betrayed               | Kuo                  |                                 |
| 2012 | En campanya tot s'hi val       | Mr. Zheng            |                                 |
| 2013 | Mad in Chinatown               | Hangman              | Curtmetratge                    |
| 2014 | A Good Man                     | Mr. Chen             |                                 |
| 2014 | Million Dollar Arm             | Chang                |                                 |
| 2014 | Sutures                        | Jim                  | Curtmetratge                    |
| 2015 | Diablo                         | Quok Mi              |                                 |
| 2015 | Baby Steps                     | Mr. Lin              |                                 |
| 2015 | Pali Road                      | Arnold Zhang         |                                 |
| 2016 | Arrival                        | General Shang        |                                 |
| 2017 | Meditation Park                | Bing                 |                                 |
| 2017 | The Jade Pendant               | Yu Hing              |                                 |
| 2018 | Skyscraper                     | Cap de bombers Zheng |                                 |
| 2019 | The Farewell                   | Haiyan               |                                 |
| 2019 | Tigertail                      | Grover               | Postproducció                   |
| 2020 | Mulan                          | Hua Zhou/ Fa Zhou    | Postproducció                   |